# Foreningen Dansk Arbejde
 Der er for få eller ingen kildehenvisninger i denne artikel, hvilket er et problem. Du kan hjælpe ved at angive troværdige kilder til de påstande, som fremføres i artiklen.

Landsforeningen Dansk Arbejde blev startet i 1908, men da EU blev en realitet blev foreningens oprindelige formål med at fremme afsætningen af varer fremstillet i Danmark, ændret til uddeling af legater og hædersbevisninger.